# Cavendishia
Cavendishia is een geslacht van struiken uit de heidefamilie (Ericaceae). De soorten komen voor van Mexico tot in tropisch Zuid-Amerika.

## Soorten
- Cavendishia aberrans Luteyn
- Cavendishia adenophora Mansf.
- Cavendishia albopicata Luteyn
- Cavendishia allenii A.C.Sm.
- Cavendishia amoena A.C.Sm.
- Cavendishia amplexa Luteyn
- Cavendishia angustifolia Mansf.
- Cavendishia antioquiensis Luteyn & Dames e Sylva
- Cavendishia arizonensis Luteyn
- Cavendishia atroviolacea Luteyn
- Cavendishia aurantiaca Luteyn
- Cavendishia awa Luteyn
- Cavendishia axillaris A.C.Sm.
- Cavendishia barnebyi Luteyn
- Cavendishia bomareoides A.C.Sm.
- Cavendishia bracteata (Ruiz & Pav. ex J.St.-Hil.) Hoerold
- Cavendishia callista Donn.Sm.
- Cavendishia calycina A.C.Sm.
- Cavendishia capitulata Donn.Sm.
- Cavendishia caudata A.C.Sm.
- Cavendishia chiriquiensis A.C.Sm.
- Cavendishia chlamydantha A.C.Sm.
- Cavendishia chocoensis A.C.Sm.
- Cavendishia ciliata Luteyn
- Cavendishia coccinea A.C.Sm.
- Cavendishia colombiana Luteyn
- Cavendishia compacta A.C.Sm.
- Cavendishia complectens Hemsl.
- Cavendishia confertiflora A.C.Sm.
- Cavendishia copeensis Luteyn
- Cavendishia corei A.C.Sm.
- Cavendishia cuatrecasasii A.C.Sm.
- Cavendishia darienensis Luteyn
- Cavendishia davidsei Luteyn
- Cavendishia dendrophila A.C.Sm.
- Cavendishia divaricata A.C.Sm.
- Cavendishia dulcis Luteyn
- Cavendishia endresii Hemsl.
- Cavendishia engleriana Hoerold
- Cavendishia erythrostegia Luteyn
- Cavendishia foreroi Luteyn
- Cavendishia fortunensis Luteyn
- Cavendishia fusiformis Luteyn
- Cavendishia gentryi Luteyn
- Cavendishia glandulosa A.C.Sm.
- Cavendishia gomezii Luteyn
- Cavendishia grandifolia Herold
- Cavendishia grossa Luteyn
- Cavendishia guatapeensis Mansf.
- Cavendishia herrerae Luteyn & J.F.Morales
- Cavendishia isernii Sleumer
- Cavendishia jardinensis Luteyn
- Cavendishia lactiviscida Luteyn
- Cavendishia laurifolia (Klotzsch) Benth. & Hook.f.
- Cavendishia lebroniae Luteyn
- Cavendishia leucantha Luteyn
- Cavendishia limonensis Luteyn
- Cavendishia lindauiana Hoerold
- Cavendishia linearifolia Luteyn & J.F.Morales
- Cavendishia longirachis Luteyn
- Cavendishia luteynii J.F.Morales
- Cavendishia macrocephala A.C.Sm.
- Cavendishia mariae Luteyn
- Cavendishia martii (Meisn.) A.C.Sm.
- Cavendishia megabracteata Luteyn
- Cavendishia melastomoides (Klotzsch) Hemsl.
- Cavendishia micayensis A.C.Sm.
- Cavendishia morii Luteyn
- Cavendishia neblinae Maguire, Steyerm. & Luteyn
- Cavendishia nitens Sleumer
- Cavendishia nitida (Kunth) A.C.Sm.
- Cavendishia nobilis Lindl.
- Cavendishia nuda Luteyn
- Cavendishia oligantha A.C.Sm.
- Cavendishia orthosepala A.C.Sm.
- Cavendishia osaensis Luteyn & J.F.Morales
- Cavendishia palustris A.C.Sm.
- Cavendishia panamensis Luteyn
- Cavendishia parviflora Luteyn
- Cavendishia pedicellata Luteyn
- Cavendishia pilobracteata Luteyn
- Cavendishia pilosa Luteyn
- Cavendishia porphyrea A.C.Sm.
- Cavendishia pseudopedunculata Luteyn
- Cavendishia pseudostenophylla Luteyn
- Cavendishia pubescens (Kunth) Hemsl.
- Cavendishia punctata (Ruiz & Pav. ex J.St.-Hil.) Sleumer
- Cavendishia quercina A.C.Sm.
- Cavendishia quereme (Kunth) Benth. & Hook.f.
- Cavendishia revoluta Luteyn
- Cavendishia rhynchophylla A.C.Sm.
- Cavendishia ruiz-teranii Luteyn
- Cavendishia santafeensis Luteyn
- Cavendishia sessiliflora A.C.Sm.
- Cavendishia sirensis Luteyn
- Cavendishia sophoclesioides A.C.Sm.
- Cavendishia speciosa A.C.Sm.
- Cavendishia spicata A.C.Sm.
- Cavendishia stenophylla A.C.Sm.
- Cavendishia subamplexicaulis A.C.Sm.
- Cavendishia subfasciculata Luteyn
- Cavendishia talamancensis Luteyn
- Cavendishia tarapotana (Meisn.) Benth. & Hook.f.
- Cavendishia tenella A.C.Sm.
- Cavendishia trujilloensis Luteyn
- Cavendishia tryphera A.C.Sm.
- Cavendishia uniflora Luteyn
- Cavendishia urophylla A.C.Sm.
- Cavendishia venosa A.C.Sm.
- Cavendishia vinacea Luteyn
- Cavendishia violacea A.C.Sm.
- Cavendishia viridiflora Luteyn & Dames e Sylva
- Cavendishia wercklei Hoerold
- Cavendishia zamorensis A.C.Sm.

... · 
Acrothamnus · 
Acrotriche · 
Agapetes · 
Agarista · 
Andersonia · 
Andromeda · 
Arbutus · 
Arctostaphylos · 
Calluna · 
Cassiope · 
Chimaphila · 
Daboecia · 
Dracophyllum · 
Empetrum · 
Enkianthus · 
Erica (Dophei) · 
Kalmia · 
Leptecophylla · 
Moneses · 
Monotropa · 
Orthilia · 
(Oxycoccus (Veenbes)) · 
Pieris · 
Pyrola (Wintergroen) · 
Rhododendron (Rododendron) · 
Vaccinium (Bosbes) . 
Woollsia . 
...